# SummerSlam (2024)
L’édition 2024 de SummerSlam est un Premium Live Event de catch (lutte professionnelle) produit par la World Wrestling Entertainment, une fédération de catch américaine qui est télédiffusée et visible en paiement à la séance sur le WWE Network. L'événement a eu lieu le 3 août 2024 au Cleveland Browns Stadium à Cleveland (Ohio). Il s'agit de la 37e édition de SummerSlam qui fait partie, avec le Royal Rumble, WrestleMania et les Survivor Series, du « Big Four ».

## Production
SummerSlam est un Premium Live Event annuel de catch (lutte professionnelle) qui a lieu tous les mois d'août de chaque année depuis 1988.
Le 12 mars 2024, la compagnie annonce que la 37e édition du PPV se tiendra le 3 août au Cleveland Browns Stadium à Cleveland (Ohio).

## Contexte
Les spectacles de la World Wrestling Entertainment (WWE) sont constitués de matchs aux résultats prédéterminés par les scénaristes de la WWE. Ces rencontres sont justifiées par des storylines – une rivalité avec un catcheur, la plupart du temps – ou par des qualifications survenues dans les shows de la WWE telles que Raw et SmackDown. Tous les catcheurs possèdent une gimmick, c'est-à-dire qu'ils incarnent un personnage gentil (Face) ou méchant (Heel), qui évolue au fil des rencontres. Un événement comme SummerSlam est donc un événement tournant pour les différentes storylines en cours,.

### Damian Priest (c) contre Gunther
Le 7 avril à WrestleMania XL, Drew McIntyre devient le nouveau champion du monde poids-lourds en battant Seth "Freakin" Rollins et remporte le titre pour la première fois de sa carrière. Mais son règne ne dure que 5 minutes, car après avoir été attaqué par CM Punk qui commentait le match, Damian Priest encaisse sa mallette sur l'Écossais et remporte la ceinture en battant ce dernier. Le 25 mai à King & Queen of the Ring, Gunther devient le nouveau King of the Ring en battant Randy Orton en finale du tournoi et automatiquement aspirant no 1 à la ceinture au PLE.

### Bayley (c) contre Nia Jax
Le 7 avril à WrestleMania XL, Bayley redevient championne de la WWE, pour la seconde fois, en battant IYO SKY. Le 25 mai à King & Queen of the Ring, Nia Jax devient la nouvelle Queen of the Ring en battant Lyra Valkyria en finale du tournoi et automatiquement aspirante no 1 à la ceinture au PLE.

### Liv Morgan (c) contre Rhea Ripley
Le 8 avril  à Raw, Liv Morgan effectue un Tweener Turn et attaque Rhea Ripley dans les coulisses pour se venger de cette dernière qui l'a blessée au bras l'année passée. La semaine suivante à Raw, en raison de l'agression subie la semaine passée par la première, la seconde annonce être blessée à l'épaule, contrainte d'abandonner la ceinture et devoir s'absenter pendant une durée indéterminée, ce qui met fin à un règne de 380 jours. Le 25 mai à King & Queen of the Ring, Liv Morgan redevient championne du monde de la WWE, pour la seconde fois, en prenant sa revanche sur Becky Lynch qui l'avait battue pour la ceinture vacante le mois précédent. 
Le 8 juillet à Raw, la nouvelle championne effectue un Heel Turn, puis "Dirty" Dominik Mysterio et elle battent Rey Mysterio et Zelina Vega. Après le combat, elle prend la fuite, car la catcheuse australienne revient de blessure après 3 mois d'absence et devient Face. La semaine suivante à Raw, Mami défie son agresseuse pour la ceinture au PLE, accepté par celle-ci.

### Cody Rhodes (c) contre Solo Sikoa
Le 6 juillet à Money in the Bank, la Bloodline (Solo Sikoa, Tama Tonga et Jacob Fatu) bat Cody Rhodes et R-KO (Randy Orton et Kevin Owens) dans un 6-Man Tag Team match, grâce au tombé du premier sur le second. Six soirs plus tard à SmackDown, le champion incontesté confronte le nouveau Tribal Chief et lui offre un match pour sa ceinture au PLE.

### Logan Paul (c) contre LA Knight
Le 28 juin à SmackDown, LA Knight se qualifie pour le Men's Money in the Bank Ladder match au PLE du même nom en battant Logan Paul et Santos Escobar dans un Triple Threat match, grâce à son tombé sur son second adversaire. Quatorze soirs plus tard à SmackDown, Nick Aldis et lui ont officiellement signé un contrat qui lui donne droit à un match pour le titre des États-Unis au PLE et il ne manque plus que celle de son rival. La semaine suivante à SmackDown, le YouTubeur signe, lui aussi, officiellement le contrat et le match entre les deux catcheurs pour la ceinture au PLE est officiellement annoncé.

### Sami Zayn (c) contre Bron Breakker
Le 6 juillet à Money in the Bank, Sami Zayn conserve son titre Intercontinental en battant Bron Breakker et lui fait subir sa première défaite. Le 22 juillet à Raw, l'ancien champion de NXT bat Ilja Dragunov par K.O et obtient une revanche pour la ceinture au PLE.

### CM Punk contre Drew McIntyre
Le 27 janvier au Royal Rumble, CM Punk participe au Men's Royal Rumble match, mais a été éliminé en dernier par le futur gagnant, Cody Rhodes. Pendant le combat, il a été blessé au triceps par Drew McIntyre. Deux soirs plus tard à Raw, il confirme sa blessure et doit s'absenter pour une durée indéterminée.
Le 7 avril à WrestleMania XL, après la victoire de l'Écossais sur Seth "Freakin" Rollins pour le titre mondial poids-lourds, il attaque le premier pour permettre à Damian Priest d'encaisser sa mallette et remporter la ceinture. Le 15 juin à Clash at the Castle, il remplace temporairement l'arbitre du match, n'effectue pas le compte en trois en faveur du Scottish Warrior et porte un Low Blow à ce dernier, ce qui permet au leader du Judgment Day de conserver son titre.
Le 6 juillet à Money in the Bank, il intervient pendant le Triple Threat match entre les trois catcheurs pour la ceinture et s'attaque à l'ancien champion qui a remporté la mallette lors du premier match et l'a encaissée pour ce combat-ci. Seize soirs plus tard à Raw, il fait officiellement son retour de blessure et annonce être apte à catcher. Adam Pearce, le GM du show rouge, officialise le match entre The Scottish Warrior et lui au PLE, dans lequel Seth "Freakin" Rollins sera l'arbitre spécial.

## Tableau des matchs
| Ordre par numéros                                                                         | Résultat                                                        | Stipulation(s)                                             | Temps |
| ----------------------------------------------------------------------------------------- | --------------------------------------------------------------- | ---------------------------------------------------------- | ----- |
| 1                                                                                         | Liv Morgan (c) bat Rhea Ripley (avec "Dirty" Dominik Mysterio), | Match simple pour le WWE Women's World Championship        | 15:55 |
| 2                                                                                         | Bron Breakker bat Sami Zayn (c),                                | Match simple pour le WWE Intercontinental Championship     | 5:40  |
| 3                                                                                         | LA Knight bat Logan Paul (c) (avec Machine Gun Kelly),          | Match simple pour le WWE United States Championship        | 12:00 |
| 4                                                                                         | Nia Jax (avec Tiffany Stratton) bat Bayley (c),                 | Match simple pour le WWE Women's Championship              | 12:30 |
| 5                                                                                         | Drew McIntyre bat CM Punk,                                      | Match simple Seth "Freakin" Rollins est l'arbitre spécial. | 17:00 |
| 6                                                                                         | Gunther bat Damian Priest (c) par soumission,                   | Match simple pour le WWE World Heavyweight Championship    | 16:40 |
| 7                                                                                         | Cody Rhodes (c) bat Solo Sikoa,                                 | Bloodline Rules match pour l'Undisputed WWE Championship   | 29:20 |
| La lettre C placée entre parenthèses désigne la personne ou l’équipe championne en titre. |                                                                 |                                                            |       |